# پیتر برلینگ
پیتر برلینگ (Peter Berling) (زادهٔ ۲۰ مارس ۱۹۳۴) بازیگر و نویسندهٔ آلمانی است. وی در پروژه‌های زیادی با کارگردان معروف ورنر هرتسوک و بازیگری به نام کلاوس کینسکی همکاری داشته است.

## گزیده فیلم‌شناسی
- آگیره، خشم پروردگار (۱۹۷۲)
- آن دوران که به زن‌ها باکره می‌گفتند (۱۹۷۲)
- ارتباط ایتالیایی (۱۹۷۲)
- رولور (۱۹۷۳)
- فیتزکارالدو (۱۹۸۲)
- یک ماجرای ایدئال (۱۹۸۲)
- نام گل سرخ (۱۹۸۶)
- کبرا ورده (۱۹۸۷)
- آخرین وسوسه مسیح (۱۹۸۸)
- فرانچسکو (۱۹۸۹)
- تانگوی شیطان (۱۹۹۴)
- دارودسته‌های نیویورکی (۲۰۰۲)